# 278e division d'infanterie
La 278e division d'infanterie (en allemand : 278. Infanterie-Division ou 278. ID) est une des divisions d'infanterie de l'armée allemande (Wehrmacht) durant la Seconde Guerre mondiale.

## Historique
La 278e division d'infanterie est formée le 22 mai 1940 dans le Wehrkreis III en tant qu'élément de la 10. Welle (10e vague de mobilisation).
Toutefois, sa formation est terminée le 22 juillet 1940 après l'armistice avec la France.
Plus tard, la 278e division d'infanterie est reformée le 17 novembre 1943 en Croatie en tant qu'élément de la 22. Welle (22e vague de mobilisation) avec l'état-major, les transmissions et les services de soutien de la 333. Infanterie-Division dissoute.
Elle est transférée en début de 1944 en Italie où elle combat jusqu'à la fin de la guerre et est détruite sur la rivière Panaro en fin avril 1945.

## Organisation

### Commandants
| Date                                | Grade                  | Commandant       |
| ----------------------------------- | ---------------------- | ---------------- |
| Juin 1940 - 16 juillet 1940         | General der Infanterie | Hubert Gercke    |
| Reformation                         |                        |                  |
| 1er décembre 1943 - 28 janvier 1944 | Generalleutnant        | Harry Hoppe      |
| 28 janvier 1944 - 5 mars 1945       | Generalmajor           | Paul Bornscheuer |
| 5 mars 1944 - ? avril 1945          | Generalleutnant        | Harry Hoppe      |

### Officiers d'opérations (Generalstabsoffiziere (Ia))
| Date                              | Grade               | Commandant                             |
| --------------------------------- | ------------------- | -------------------------------------- |
| 22 mai 1940 - 22 juillet 1940     | ?                   | ?                                      |
| Reformation                       |                     |                                        |
| 20 janvier 1944 - 26 février 1945 | Oberstleutnant i.G. | Wolfgang Klennert                      |
| 26 février 1945 - 8 mai 1945      | Major i.G.          | Erich Freiherr Loeffelholz von Colberg |

## Théâtres d'opérations
- Allemagne : juin 1940 - août 1940
- Belgique : décembre 1943 - février 1944
- Italie : février 1944 - avril 1945

## Ordres de bataille
1940
- Infanterie-Regiment 547
- Infanterie-Regiment 548
- Infanterie-Regiment 549
- Artillerie-Abteilung 278
- Divisionseinheiten 278

1944
- Grenadier-Regiment 992
- Grenadier-Regiment 993
- Grenadier-Regiment 994
- Füsilier-Bataillon 278
- Artillerie-Regiment 278
  - I. Abteilung
  - II. Abteilung
  - III. Abteilung
  - IV. Abteilung
- Pionier-Bataillon 278
- Panzerjäger-Abteilung 278
- Nachrichten-Abteilung 278
- Feldersatz-Bataillon 278
- Versorgungseinheiten 278